# دیوید سالیوان (تاجر)
دیوید سالیوان (زادهٔ ۵ فوریهٔ ۱۹۴۹) تاجر و پورنوگرافر سابق اهل ولز است. او در رشته اقتصاد از کالج کوئین مری دانشگاه لندن فارغ‌التحصیل شد. او از سال ۱۹۸۶ تا ۲۰۰۷ مالک روزنامه‌های دیلی اسپورت و ساندی اسپورت بود که آن را به قیمت ۴۰ میلیون پوند فروخت.
بر اساس Sunday Times Rich List در سال ۲۰۱۹، سالیوان ۱٫۲ میلیارد پوند ارزش دارد.
او مدیرعامل مشترک و بزرگ‌ترین سهام‌دار واحد باشگاه فوتبال وستهام یونایتد در لیگ جزیره است. او پیش از این مدیرعامل مشترک بیرمنگام سیتی بود.

## اوایل زندگی
سالیوان که فرزند یک خدمهٔ نیروی هوایی سلطنتی بریتانیا بود در کاردیف به دنیا آمد. هنگامی که سالیوان ۱۰ ساله بود، پدرش به عدن یمن فرستاده‌شد و یک سال قبل از مهاجرت به انگلستان برای زندگی در هورنچورچ، در آنجا زندگی کردند. پس از اینکه خانواده‌اش به هرتفوردشر نقل مکان کردند او در مدرسهٔ واتفورد گرامر شرکت کرد. او اقتصاد را در کالج کوئین مری خواند.

## صنعت پورنوگرافی
با شریک تجاری‌اش دیوید گلد، اولین سرمایه‌گذاری سالیوان فروش عکس‌های پورنوگرافی سافت‌کور بود. آن‌ها تجارت خود را به مغازه‌های جنسی، مجلات بزرگسالان و چندین فیلم پورنو کم بودجه گسترش دادند که سالیوان را تا سن ۲۵ سالگی میلیونر کرد. تا اواخر دههٔ ۱۹۷۰، او کنترل نیمی از بازار مجله بزرگسالان بریتانیا از جمله عناوین عمده‌ای مانند پلی‌بردز و وایت‌هاوس و ۸۰٪ بازار سفارش پستی بزرگسالان و ۱۵۰ مغازه را در دست داشت. او در اواخر دههٔ ۱۹۷۰ چندین فیلم پورن کم بودجه بریتانیایی ساخت که در تمام آن‌ها دوست دختر آن زمانش ماری میلینگتون بازی کرده‌است.
در سال ۱۹۸۲ سالیوان به جرم کسب درآمدهای غیراخلاقی از روسپیان محکوم شد. او با موفقیت درخواست تجدیدنظر کرد و پس از گذراندن ۷۱ روز از زندان آزاد شد. سالیوان گفت که از منبع اولیه ثروت‌های اولیه‌اش احساس خجالت نمی‌کند. او گفت «من خیلی‌ها را خوشحال کرده‌ام. اگر من یک تولید کننده اسلحه یا تولید کننده سیگار بودم و محصولاتم میلیون‌ها مشتری‌ام را می‌کشت، کمی در مورد همه چیز شک می‌کردم. من یک مبارز آزادی بودم. من به حق بزرگسالان برای تصمیم‌گیری خودشان اعتقاد دارم.»

## دارایی
سالیوان یک شرکت سرمایه‌گذاری به نام کونگِیت را اداره می‌کند که مالک املاکی در لندن از جمله مغازه سازی‌های پرچمدار راسل و بروملی در خیابان آفورد در نزدیکی ایستگاه لوله باند استریت است.

## فوتبال

### بیرمنگام سیتی
در سال ۱۹۹۳ سالیوان به همراه دیوید گلد و رالف گلد باشگاه فوتبال بیرمنگام سیتی را خریداری کرد. معامله برجسته‌ای که باعث شد صاحبان جدید، ۸۰٪ از سهام باشگاه را در اختیار بگیرند.
در سال ۲۰۰۷، سالیوان برای اولین بار تمایل خود را برای فروش سهم خود در بیرمنگام سیتی ابراز کرد و آشکارا سه دلیل برای جدایی احتمالی خود را اعلام کرد. «یکی، فاصله جغرافیایی. سال‌هاست که گفته‌ام سفر به بیرمنگام دارد مرا می‌کشد. دو، فکر می‌کنم مردم در اعماق خود از ما خسته شده‌اند. آنها فکر می‌کنند ما باید خانه‌هایمان را در رهن بگذاریم تا بازیکنان بیشتری بخریم تا با چلسی و آرسنال رقابت کنیم. ماه عسل خیلی وقت است که به پایان رسیده‌است و متأسفانه ما اکنون در مرحلهٔ طلاق هستیم. و همچنین احساس می‌کنم هیچ حمایتی از سوی شورای بیرمنگام نداشته‌ایم.»
پس از ۱۶ سال در باشگاه، کارِن برادی مدیر عامل بیرمنگام و رئیس هیئت مدیره دیوید سالیوان موافقت کردند که در پاییز ۲۰۰۹ از سمت خود کناره‌گیری کنند تا کارسون یئونگ آن را تصاحب کند.
سرمربی بیرمنگام در آن زمان الکس مک‌لیش دوگانه سالیوان–گلد را در رسانه‌ها به خاطر فراهم آوردن ثبات مالی به باشگاه ستود و بیان کرد که برای آنچه به دست آورده‌اند احترام زیادی برای آن‌ها قائل است.

### وستهام یونایتد
سالیوان در خروج‌اش از بیرمنگام سیتی، قصد خود را برای ماندن در فوتبال اعلام کرد. کمتر از یک سال بعد در ژانویهٔ ۲۰۱۰، او و دیوید گلد ۵۰٪ از سهم وستهام یونایتد را به دست آوردند که به آن‌ها کنترل عملیاتی و تجاری می‌داد و ارزش باشگاه لیگ برتری را ۱۰۵ میلیون پوند ارزش‌گذاری می‌کرد. کارِن برادی که نقش قابل توجهی نیز در بدست آوردن ثروت‌های بیرمنگام سیتی داشت، به عنوان نایب رئیس به چکش‌ها پیوست.
در روزی که کنترل باشگاه به سالیوان رسید، او در مصاحبه‌ای احساسی گفت: «فهم قضیه زمان خواهد برد. ما ۲۰ سال است که می‌خواهیم اینجا بنشینیم و با هم ۲۲ سال پیش صاحب ۲۷ درصد باشگاه بودیم و ۲۲ سال طول کشید تا به جایی برسیم که می‌خواهیم باشیم. من و دیوید (گلد) هر دو هوادار هستیم، من اینجا به دانشگاه رفتم و در هورنچورچ زندگی کردم. دیوید ۲۰ سال از عمرش را در ۵۰ یاردی ورزشگاه زندگی کرد و برای تیم جوانان وستهام بازی کرد. ما فقط می‌خواهیم اینجا باشیم جایی که همیشه می‌خواستیم باشیم. هیچ باشگاه دیگری وجود ندارد که ما بخواهیم در آن باشیم بنابراین برای ما اینگونه‌است که به خانه آمده‌ایم و این تمام چیزی است که مهم است.»
در عرض پنج ماه دوگانهٔ سالیوان و گلد تعهد بیشتری به باشگاه دادند و در ۲۵ مه ۲۰۱۰ سهم خود را به ۶۰٪ افزایش دادند (سالیوان با ۳۰٪). نایب رئیس کارِن برادی بعدها توضیح داد که این اقدام به باشگاه «ثبات بسیار مورد نیاز» داده‌است.
در سپتامبر ۲۰۱۲، سالیوان فاش کرد که به همراه گلد شخصاً بودجهٔ نقل و انتقالات باشگاه را تأمین می‌کنند.
به عنوان بخشی از آرزوهای درازمدت او برای باشگاه، سالیوان از پیشنهاد وستهام برای نقل مکان به ورزشگاه المپیک لندن در استراتفورد حمایت کرد. در ۲۲ مارس ۲۰۱۳، وستهام یک قرارداد اجاره ۹۹ ساله را تضمین کرد، بدین منظور که این ورزشگاه از فصل ۲۰۱۶–۲۰۱۷ به عنوان زمین خانگی آن‌ها مورد استفاده قرار گیرد. در ژوئیه ۲۰۱۳، سالیوان به بزرگ‌ترین سهام‌دار واحد وستهام یونایتد تبدیل شد که ۲۵٪ سهام بیشتر در باشگاه را به دست آورده‌است. در مارس ۲۰۱۸ اعتراضاتی علیه سالیوان در ورزشگاه لندن در جریان شکست خانگی ۳–۰ به برنلی صورت گرفت. چهار تهاجم به زمین بازی شکل گرفت و سالیوان قبل از پایان مسابقه از صندلی‌اش اسکورت شد. سالیوان همچنین با سکه‌ای که توسط یکی از هواداران پرتاب شده بود، برخورد کرد.

### تیم فوتبال هورنچورچ
فصل تیم فوتبال هورنچورچ در لیگ ایستمان در نوامبر ۲۰۲۰ به دلیل همه‌گیری کووید ۱۹ متوقف شد و آن‌ها نتوانستند هیچ فوتبال لیگی را بازی کنند. در این مدت آن‌ها از نظر مالی توسط سالیوان که زمانی در هورنچورچ زندگی می‌کرد حمایت مالی شدند.

## زندگی شخصی
سالیوان در بیرچ هال در نزدیکی ثیدون بویز، اسکس زندگی می‌کند. این بنا توسط مایکل اشبی و هورنر به طراحی سالیوان در سال ۱۹۹۲ ساخته شد و برای حدوداً ۴۹۰۰۰ متر مربع زمین، هزینهٔ ۷٫۵ میلیون پوندی به‌طور کلی برای هم زمین و هم ساختمان داده شده‌است. این علاوه بر یک امپراتوری املاک تجاری به ارزش تخمینی ۵۰۰ میلیون پوند است. دوست دختر وی امپیکا پیکستون است. سالیوان دارای دو فرزند به نام‌های دیوید و جک از دوست دختر سابق خود اِما بنتون-هیوز است.
سالیوان نیکوکار است و بیش از ۱۵ سال است که حامی پروژهٔ تحقیقاتی سرطان پروستات بریتانیا بوده‌است. او همچنین یکی از حامیان سازمان فعال اعتماد سرطان نوجوان به همراه چند سازمان خیریه دیگر در سراسر کشور است. سالیوان در ماه مه ۲۰۱۲ با اهدای مبلغ پنج رقمی به یک مؤسسه خیریه برای کودکان مبتلا به اوتیسم، صعود وستهام به لیگ برتر را جشن گرفت. سالیوان در اکتبر ۲۰۲۰ مبلغ ۲۵۰۰۰ پوند برای کمک به مبارزه با فقر غذایی کودکان اهدا کرد. کمک مالی او به شبکه خیرهٔ فِیرشِیر داده‌شد که به کارگروه فقر غذایی کودکان کمک می‌کند که توسط مارکوس راشفورد تأسیس شده‌است.